# Dammard
Dammard – miejscowość i gmina we Francji, w regionie Hauts-de-France, w departamencie Aisne. Nazwa miejscowości pochodzi od imienia św. Medard.
Według danych na styczeń 2014 roku gminę zamieszkiwały 422 osoby, a gęstość zaludnienia wynosiła 52,6 osób/km².